# Lednickisfalu
Lednickisfalu (1899-ig Mesztecskó, szlovákul Mestečko) község Szlovákiában, a Trencséni kerületben, az Puhói járásban.

## Fekvése
Puhótól 8 km-re északnyugatra fekszik, egykor Lednic várához tartozott.

## Története
1471-ben „Myeztechko” alakban említik először. 1475-ben „Meztheczko”, 1504-ben „Mesteczko” alakban szerepel a korabeli forrásokban. A lednici váruradalomhoz tartozott. 1598-ban malom és 21 ház tartozott a településhez. 1720-ban malma és 14 adózója volt a községnek. 1784-ben 54 házában 63 családban 363 lakos élt itt.
A 18. század végén Vályi András így ír róla: „MESZTECZKO. Tót falu Trentsén Várm. földes Ura G. Berényi Uraság, fekszik Lukinak szomszédságában, és annak filiája, legelője, réttye, fája, makkja, keresetre módgya van, földgye középszerű.”
1828-ban 52 háza és 370 lakosa volt. Lakói mezőgazdasággal, állattartással foglalkoztak. A 19. században szeszfőzde működött a településen.
Fényes Elek 1851-ben kiadott geográfiai szótárában így ír a faluról: „Mesztecskó, tót falu, Trencsén vmegyében, Lukihoz 1 órányira: 8 kath., 342 evang., 8 zsidó lak. Van kastélya, kath. paroch. temploma. Határa igen hegyes, erdős lévén, inkább barom nevelésre alkalmatos.”
A trianoni békéig Trencsén vármegye Puhói járásához tartozott.

## Népessége
| Év:            | 1994. | 2004.   | 2014.   | 2024.   |
| -------------- | ----- | ------- | ------- | ------- |
| Emberek száma: | 520   | 506     | 527     | 488     |
| Eltérés:       |       | -2,69 % | +4,15 % | -7,40 % |

| Év:            | 2023. | 2024.   |
| -------------- | ----- | ------- |
| Emberek száma: | 494   | 488     |
| Eltérés:       |       | -1,21 % |

1910-ben 423, túlnyomórészt szlovák lakosa volt.
2001-ben 517 lakosából 516 szlovák volt.
2011-ben 522 lakosából 512 szlovák volt.

## Külső hivatkozások
- Községinfó
- Lednickisfalu Szlovákia térképén
- Alapinformációk Archiválva 2008. március 25-i dátummal a Wayback Machine-ben